# マルコ・フリードル
マルコ・フリードル（Marco Friedl，1998年3月16日 - ）は、オーストリア・キルヒビヒル出身のサッカー選手。ポジションはDF。ブンデスリーガ・ヴェルダー・ブレーメン所属。

## 経歴
2017年3月4日、FCバイエルン・ミュンヘンのトップチームに昇格するが、左サイドバックではダヴィド・アラバとフアン・ベルナトに次ぐ3番手にあった。
同年11月22日のRSCアンデルレヒト戦でトップチームデビューを果たすと、3日後のボルシア・メンヒェングラートバッハ戦でブンデスリーガ初出場を記録した。
2018年1月25日、ヴェルダー・ブレーメンに買い取りオプション付きのレンタルで移籍した。レンタル期間は18ヶ月間。
2019年5月29日、ヴェルダー・ブレーメンに完全移籍することが発表された。

## 代表経歴
2020年10月7日、ギリシャ代表との親善試合で代表初出場。